# Comté de Gooding
Le comté de Gooding est un comté des États-Unis situé dans l’État de l'Idaho. En 2000, la population était de 14 155 habitants. Son siège est Gooding. Le comté a été créé en 1913 en partitionnant le comté de Lincoln et nommé d'après Frank R. Gooding, homme politique américain, gouverneur de l'Idaho.

## Géolocalisation
|                | Comté de Camas      |                                  |
| Comté d'Elmore | Comté de Gooding    | Comté de Jerome Comté de Lincoln |
|                | Comté de Twin Falls |                                  |

## Démographie
| 1920  | 1930  | 1940  | 1950  | 1960  | 1970  |
| ----- | ----- | ----- | ----- | ----- | ----- |
| 6 427 | 7 419 | 9 544 | 8 730 | 9 544 | 8 645 |

| 1980   | 1990   | 2000   | 2010   | - | - |
| ------ | ------ | ------ | ------ | - | - |
| 11 874 | 11 633 | 14 155 | 15 464 | - | - |

## Principales villes
- Bliss
- Gooding
- Hagerman
- Wendell